# Nebojša Đorđević
Nebojša Đorđević (Belgrado, 21 maggio 1945 – Belgrado, settembre 2023) è stato un calciatore jugoslavo, di ruolo portiere.